# 上条英男
上条 英男（かみじょう ひでお、本名：井上 英男（いのうえ ひでお）、1937年1月10日 - 2025年7月13日は、日本の実業家・芸能プロデューサー。

## 来歴
福岡県北九州市に出生。福岡県立八幡中央高等学校を卒業後関西大学文学部に進学するが次第に音楽活動に傾倒し中退。
4・9・1（フォー・ナイン・エース）を結成して東北、北海道を巡業し、1966年には芸能プロデューサーに転向した。

### 敏腕プロデューサーとして
芸能プロデューサーとしては4・9・1のボーカリストとしてジョー山中をスカウトしたのを皮切りに小山ルミ、吉沢京子、西城秀樹、安西マリア、田口久美、舘ひろし、川島なお美などのスターを次々と発掘。1960年代後半から1980年代初頭にかけて芸能界に重きをなした。
現在は株式会社office66のゼネラルプロデューサーとして若手育成につとめている。

### 実業家として
1970年に渡辺プロダクション社長の渡辺晋の後援のもと井澤健とともに芸能プロダクション『サンズ』(※イエローキャブ関連会社のサンズエンタテインメントとは無関係)を設立したが長続きせず、まもなく芸映に移るがこちらも西城秀樹のマネージメントに関する契約トラブルがあり1973年までには袂を分かっている。

## エピソード

### 自分の胸をハサミで突き刺し小山ルミを更生させる
マネージメントを担当していた小山ルミが男性ミュージシャンにたぶらかされていたのを見かねて、二人の前でハサミを自分の胸に突き刺し「俺はこれほどまでにルミのことを思ってるんだ」と叫び気絶。小山ルミを更生させた。

### ザ・タイガースのスカウトに失敗
ナンバ一番時代のファニーズ（ザ・タイガース）をスカウトしようとしたものの「沢田研二、森本太郎、岸部一徳の三人だけ」という条件だったため断られている。

### TOTOの東京音楽祭招聘に失敗
渡米した際に意気投合したTOTOから「西園寺たまきのバックバンドとして1982年の東京音楽祭に出演する」という約束をとりつけ帰国後に業界で吹聴するが、いざ正式なオファーを送ると口約束だったこともあり無視された。

## 関連人物
- ザ・タイガース
- 沢田研二
- 西城秀樹
- 舘ひろし
- 浅田美代子
- 安西マリア
- 小山ルミ
- 吉沢京子
- ゴールデンハーフ
- 川島なお美
- ジョー山中
- クールス
- スロッグ
- 三東ルシア
- MAN WITH A MISSION、 トーキョータナカ、
- カルメン・マキ
- 江間優子
- 五十嵐淳子
- 田中真理
- B.B.S
- チャコとヘルス・エンジェル
- 田中久美
- フラワーキッズ
- セーラ・ロウエル
- 鹿取洋子　スカウト・レッスンのみ
- テレサ野田
- 森田日記
- 松本友里
- 牧野美智子
- 芹沢直美
- HOT SOX
- 貴水博之
- 亜里香
- 西野K

## 関係人物
- 周防郁雄
- 川村龍夫
- 大里洋吉
- 古賀誠一
- 渡辺晋
- 井澤健
- 堀威夫
- ジャニー喜多川
- 内田裕也